# Senostoma tessellatum
Senostoma tessellatum là một loài ruồi trong họ Tachinidae.